# FK Rostów
FK Rostów (ros. ФК «Ростов») – rosyjski klub piłkarski z siedzibą w mieście Rostów nad Donem, występujący w rozgrywkach Priemjer Ligi.

## Historia
- 1930–1936 Sielmaszstroj Rostów nad Donem (ros. «Сельмашстрой» Ростов-на-Дону)
- 1936–1941 Sielmasz Rostów nad Donem (ros. «Сельмаш» Ростов-на-Дону)
- 1941–1953 Traktor Rostów nad Donem (ros. «Трактор» Ростов-на-Дону)
- 1953–1957 Torpedo Rostów nad Donem (ros. «Торпедо» Ростов-на-Дону)
- 1957–2003 Rostsielmasz Rostów nad Donem (ros. «Ростсельмаш» Ростов-на-Дону)
- 2003– FK Rostów (ros. ФК «Ростов» Ростов-на-Дону)

Klub został założony w 1930 roku jako Sielmaszstroj Rostów nad Donem, jednak do 1950 jego drużyna nie brała udziału w poważnych turniejach pod nazwami Sielmasz Rostów nad Donem i Traktor Rostów nad Donem. Wtedy właśnie zaistniała jako Torpedo Rostów nad Donem, rozgrywając mecze w rozgrywkach o mistrzostwo Rosyjskiej FSRR. Dzięki sukcesom w tych turniejach w 1953 roku awansowała do B-klasy mistrzostw Związku Radzieckiego, gdzie w 1965 roku awansowała do drugiej grupy A-klasy. Od 1957 klub nazywał się Rostsielmasz Rostów nad Donem.

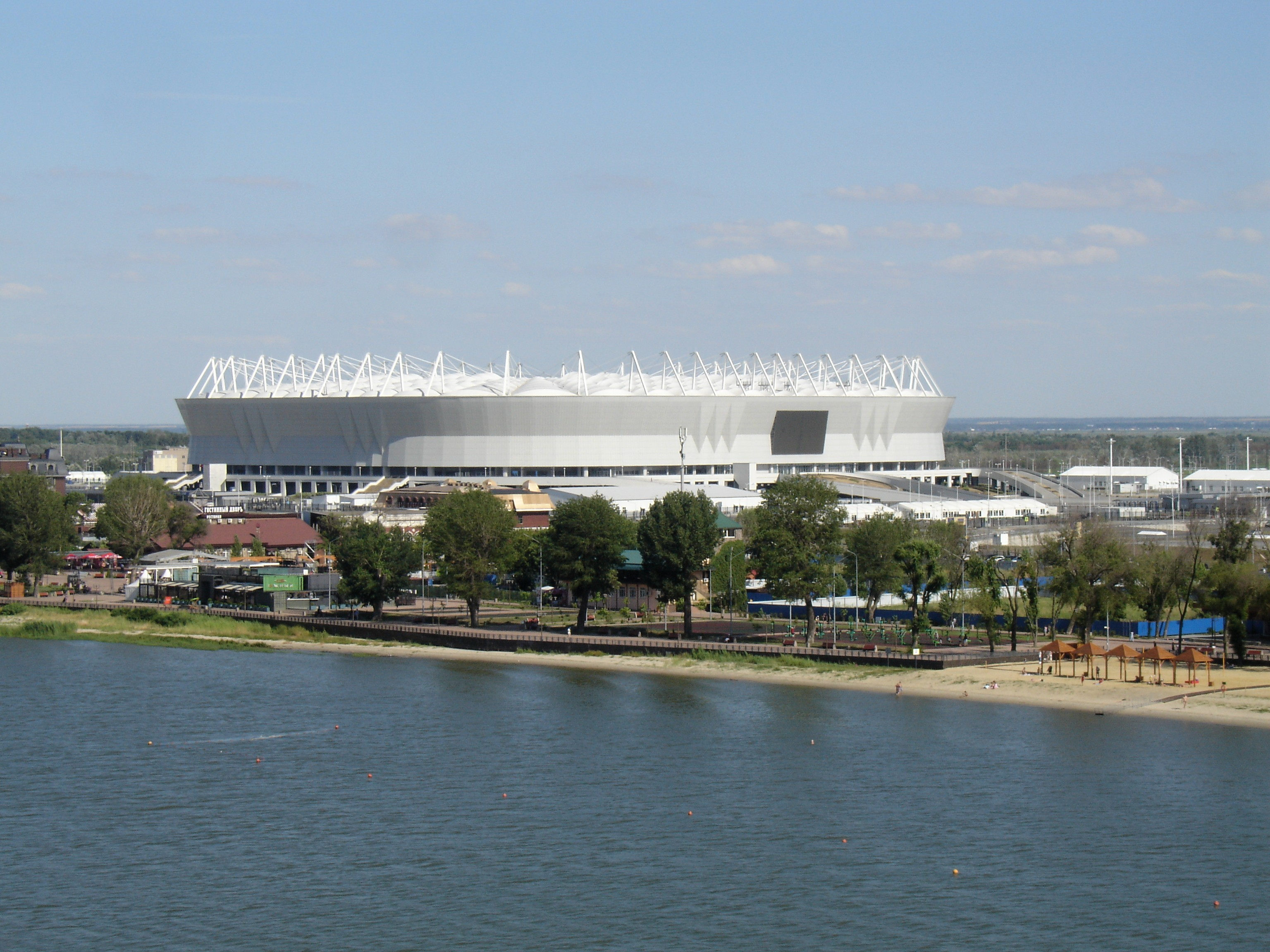
Rostów Arena

W 1991 roku, po zajęciu 4. miejsca w Pierwszej Lidze awansowała do najwyższej klasy rozgrywkowej. Za pierwszym podejściem klubowi z Rostowa nad Donem nie udało się utrzymać wśród najsilniejszych i w 1993 Rostsielmasz spadł do Pierwszej Dywizji. Jednak już po roku klub wrócił do Premier Ligi, gdzie najwyższe miejsce, szóste, zajął w 1998 roku. W 1999 został zgłoszony przez rosyjską federację do gry w Pucharze Intertoto, w którym odpadł dopiero w 3. rundzie, wyeliminowany przez Juventus F.C. W kolejnym roku, także w Pucharze Intertoto Rostsielmasz został pokonany przez AJ Auxerre.
W 2003 klub zmienił nazwę na FK Rostów. W tymże roku udało się klubowi dojść do finału Pucharu Rosji, gdzie uległ Spartakowi Moskwa. W sezonie 2004 drużyna zajęła dopiero 12. miejsce. W sezonie 2005 długo okupowała ostatnie miejsce, jednak wieść o przejęciu klubu przez firmę „Argofen” tak podziałała na graczy, że wygrali 6 z ostatnich 10 meczów i uchronili Premier Ligę dla Rostowa.

## Sukcesy
- Zdobywca Pucharu Rosji: 2014
- Czwarte miejsce w Pierwszej Lidze ZSRR: 1991
- Drugie miejsce w Rosyjskiej Premier Lidze: 2016
- 1/16 finału Pucharu ZSRR: 1954, 1987

## Obecny skład
Stan na 1 kwietnia 2021
| Nr | Poz. | Piłkarz                             |
| -- | ---- | ----------------------------------- |
| 2  | OB   | Haitam Aleesami                     |
| 3  | OB   | Tomas Rukas                         |
| 4  | OB   | Dienis Tierientjew                  |
| 5  | OB   | Dennis Hadžikadunić                 |
| 6  | PO   | Kento Hashimoto                     |
| 8  | PO   | Armin Gigović                       |
| 10 | PO   | Pawieł Mamajew                      |
| 11 | NA   | Pontus Almqvist                     |
| 13 | NA   | Władimir Obuchow                    |
| 15 | PO   | Danił Glebow                        |
| 17 | PO   | Mathias Normann                     |
| 19 | PO   | Choren Bajramjan                    |
| 20 | NA   | Ali Sowe (wypożyczony z CSKA Sofia) |

| Nr | Poz. | Piłkarz                    |
| -- | ---- | -------------------------- |
| 21 | PO   | Gieorgij Machatadzie       |
| 22 | OB   | Aleksandr Pawłowiec        |
| 23 | NA   | Roman Tugariew             |
| 25 | PO   | Kiriłł Folmier             |
| 26 | PO   | Aleksandr Saplinow         |
| 30 | BR   | Siergiej Piesjakow         |
| 34 | OB   | Aleksiej Kozłow            |
| 55 | OB   | Maksim Osipienko (kapitan) |
| 71 | OB   | Nikołaj Pojarkow           |
| 76 | PO   | Daniła Suchomlinow         |
| 77 | BR   | Maksim Rudakow             |
| 99 | NA   | Dmitrij Połoz              |

## Europejskie puchary
Legenda do wszystkich tabel:
- Q – runda eliminacyjna, 1/16, 1/8, 1/4, 1/2 – odpowiednia faza rozgrywek, Grupa – runda grupowa, 1r gr – pierwsza runda grupowa, 2r gr – druga runda grupowa, F – finał, R – runda, PO – play-off
- k. – rzuty karne, los. – losowanie, Dogr. – dogrywka, w. – zasada bramek strzelonych na wyjeździe

| Sezon   | Rozgrywki        | Runda   | Klub                | Dom     | Wyjazd  | Ogólnie    |
| ------- | ---------------- | ------- | ------------------- | ------- | ------- | ---------- |
| 1999    | Puchar Intertoto | 2R      | Cementarnica Skopje | 2–1     | 1–1     | 3–2        |
| 1999    | Puchar Intertoto | 3R      | NK Varaždin         | 0–1     | 2–1     | 2–2, w.    |
| 1999    | Puchar Intertoto | 1/2     | Juventus F.C.       | 0–4     | 1–5     | 1–9        |
| 2000    | Puchar Intertoto | 3R      | AJ Auxerre          | 0–2     | 1–3     | 1–5        |
| 2014/15 | Liga Europy      | PO      | Trabzonspor         | 0–0     | 0–2     | 0–2        |
| 2016/17 | Liga Mistrzów    | 3Q      | RSC Anderlecht      | 2–2     | 2–0     | 4–2        |
| 2016/17 | Liga Mistrzów    | PO      | AFC Ajax            | 4–1     | 1–1     | 5–2        |
| 2016/17 | Liga Mistrzów    | Grupa D | Bayern Monachium    | 3–2     | 0–5     | 3. miejsce |
| 2016/17 | Liga Mistrzów    | Grupa D | Atlético Madryt     | 0–1     | 1–2     | 3. miejsce |
| 2016/17 | Liga Mistrzów    | Grupa D | PSV Eindhoven       | 2–2     | 0–0     | 3. miejsce |
| 2016/17 | Liga Europy      | 1/16    | Sparta Praga        | 4–0     | 1–1     | 5–1        |
| 2016/17 | Liga Europy      | 1/8     | Manchester United   | 1–1     | 0–1     | 1–2        |
| 2020/21 | Liga Europy      | 3Q      | Maccabi Hajfa       | 1–2 (D) | 1–2 (D) | 1–2 (D)    |